# Schronisko Wielkie w Górze
Schronisko Wielkie w Górze – jaskinia na Wyżynie Częstochowskiej w obrębie Wyżyny Krakowsko-Częstochowskiej. Administracyjnie należy do wsi Trzebniów w województwie śląskim, w powiecie myszkowskim, w gminie Niegowa.

## Opis jaskini
Jest to jaskinia typu schronisko o dużym, z daleka widocznym otworze wejściowym znajdującym się u podnóży kilkumetrowej wysokości skały na wzniesieniu Góra w Trzebniowie. Czworokątny otwór wejściowy ma szerokość 4,5 m i wysokość 1,5–1,8 m. Na skale obok niego zamontowano ringi dla kilku dróg wspinaczkowych, jednak w przewodnikach wspinaczkowych i w internecie brak informacji o tej skale.
Po prawej stronie otworu znajduje się podłużna studnia o głębokości 3,5 m i dnie zawalonym rumoszem skalnym. Około 1 m powyżej jej dna jest warstwa kalcytu o grubości około 0,5 m. Nad górnym otworem studni stromo wznosi się spąg mniej więcej prostokątnej salki o wymiarach 9 × 7 m. Znajduje się w niej niski próg o wysokości 0,6–0,8 m. W miejscu, w którym wznoszący się spąg jaskini dochodzi do stropu, znajdują się dwa niewielkie i niemożliwe do przejścia okienka wychodzące u północnego podnóża skały. Po prawej stronie komory schroniska wznosi się ku górze szczelina.
Schronisko powstało w późnojurajskich wapienia skalistych. Jego południowa część utworzyła się na pęknięciu. Wymycia znajdujące się w stropie szczeliny wskazują, że powstała ona w strefie saturacji. Pozostała część jaskini powstała na szczelinie międzywarstwowej opadającej pod kątem 30o. Spąg skalisty, z nacieków występują jedynie zwietrzałe nacieki grzybkowe w końcowej części szczeliny.
Między okienkami a głównym otworem schroniska jest silny przewiew. Zimą schronisko zamarza i tworzą się w nim duże nacieki lodowe i stalaktyty. W pobliżu otworu rosną mchy i porosty, głębiej na ścianach schroniska glony. Zwierząt nie zaobserwowano.

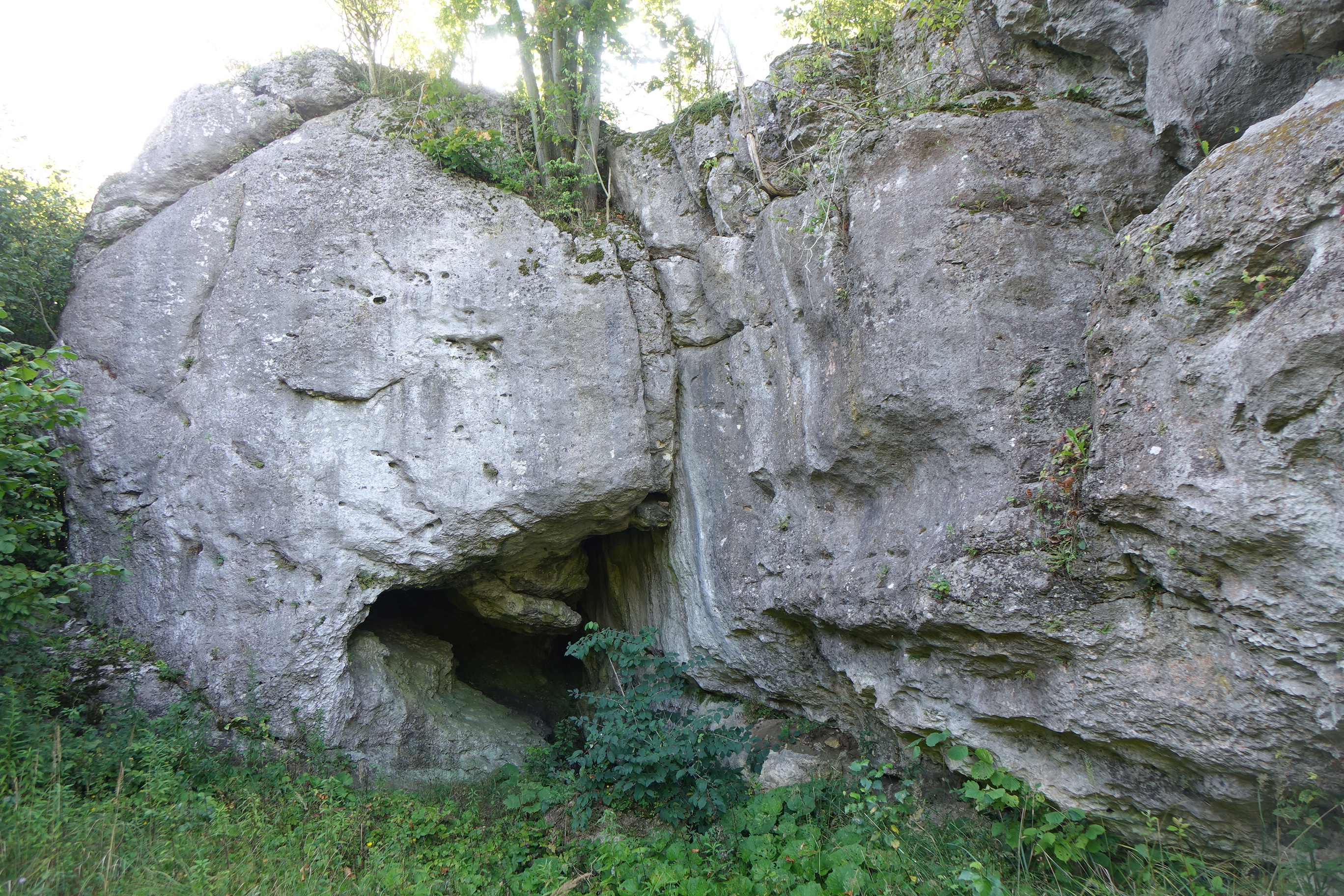
Otwór
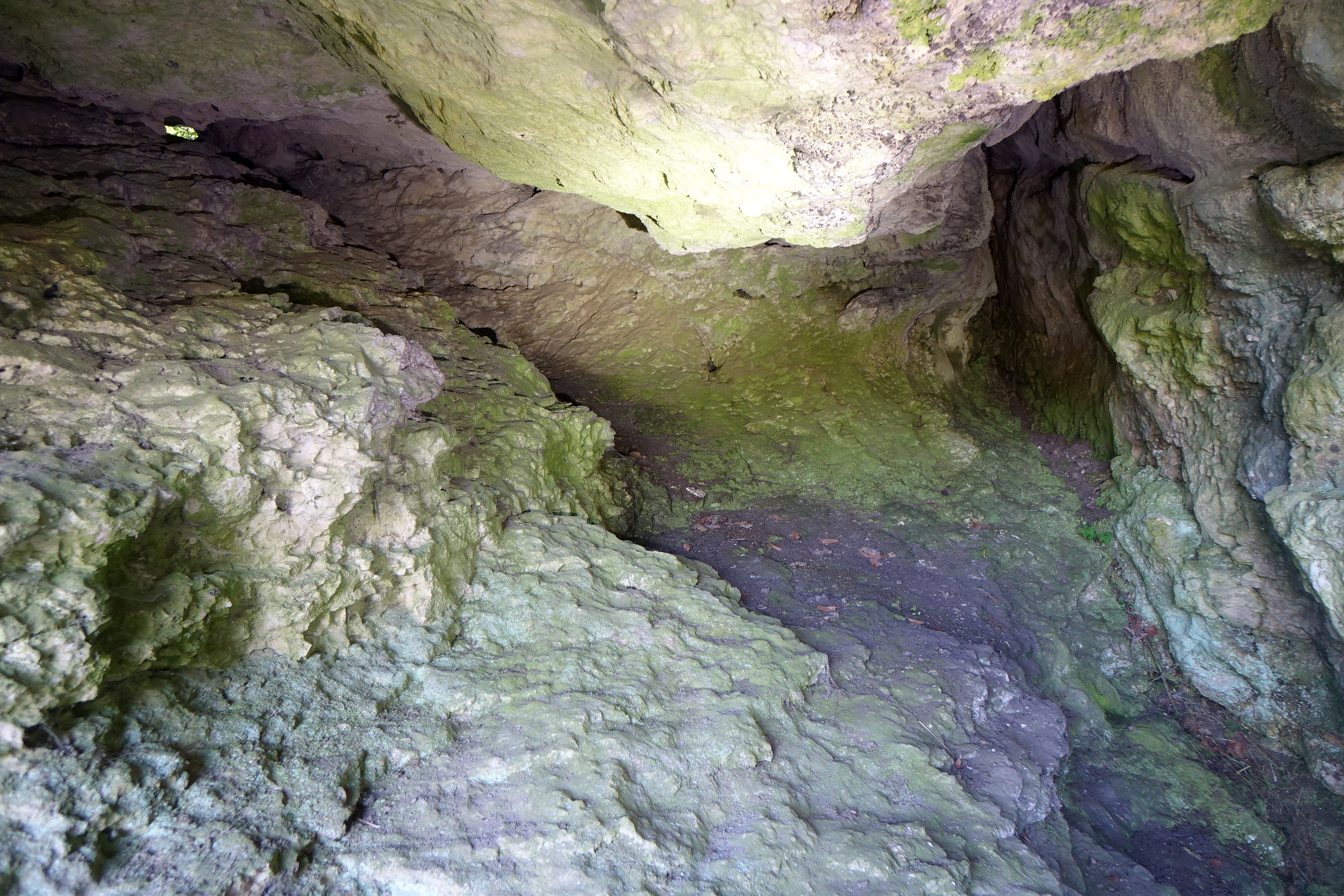
Szczelina
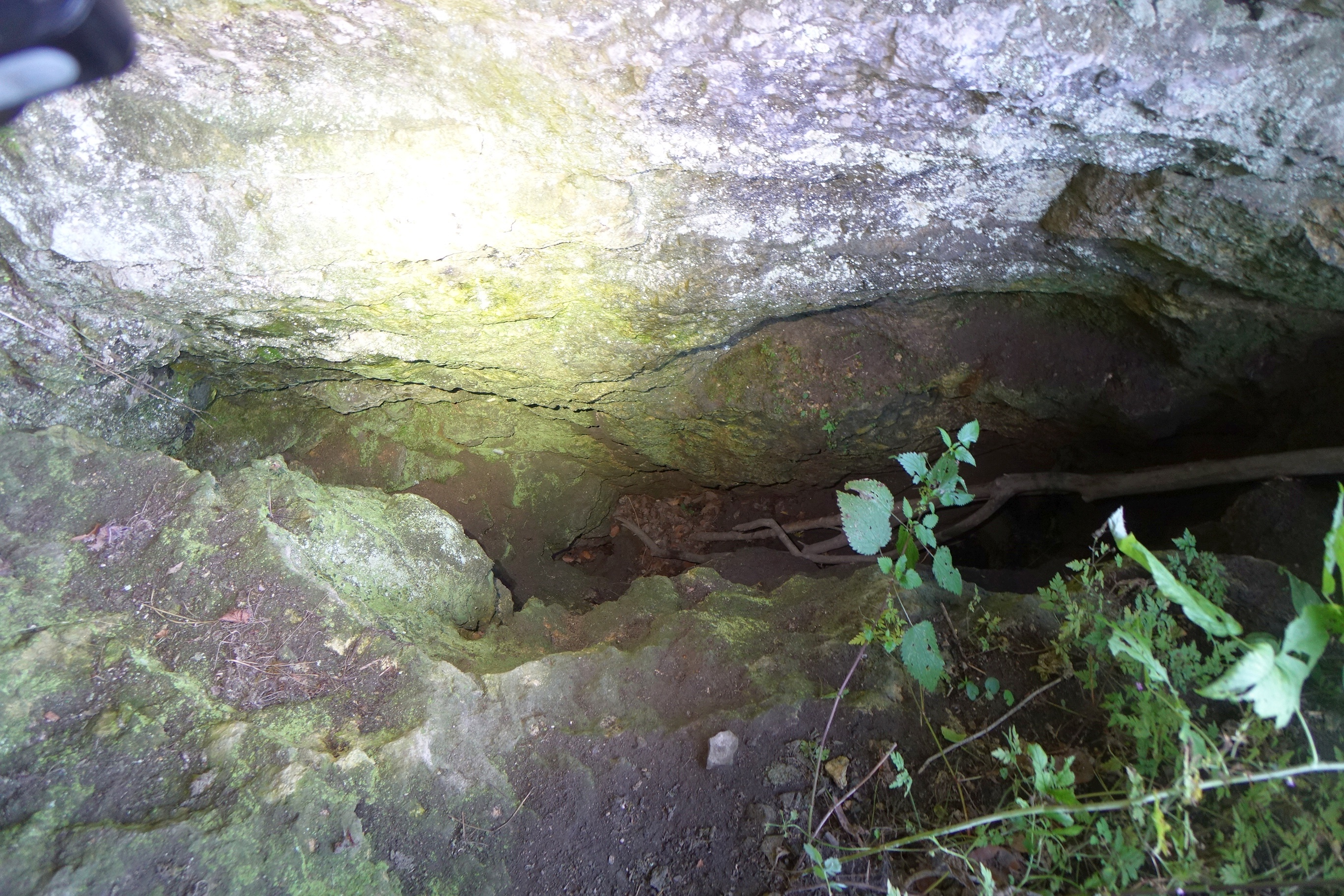
Podłużna studzienka
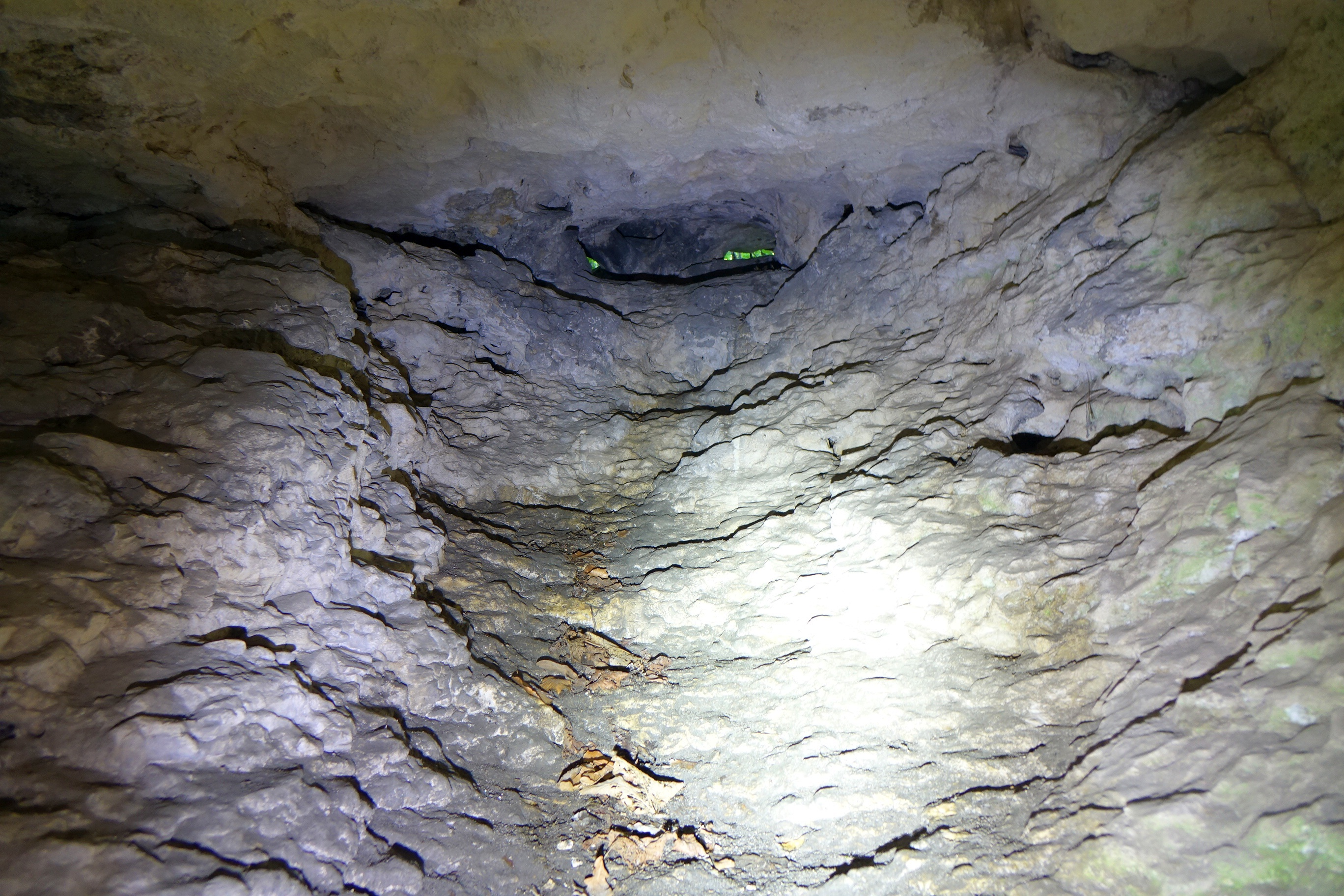
Okienka między spągiem i stropem
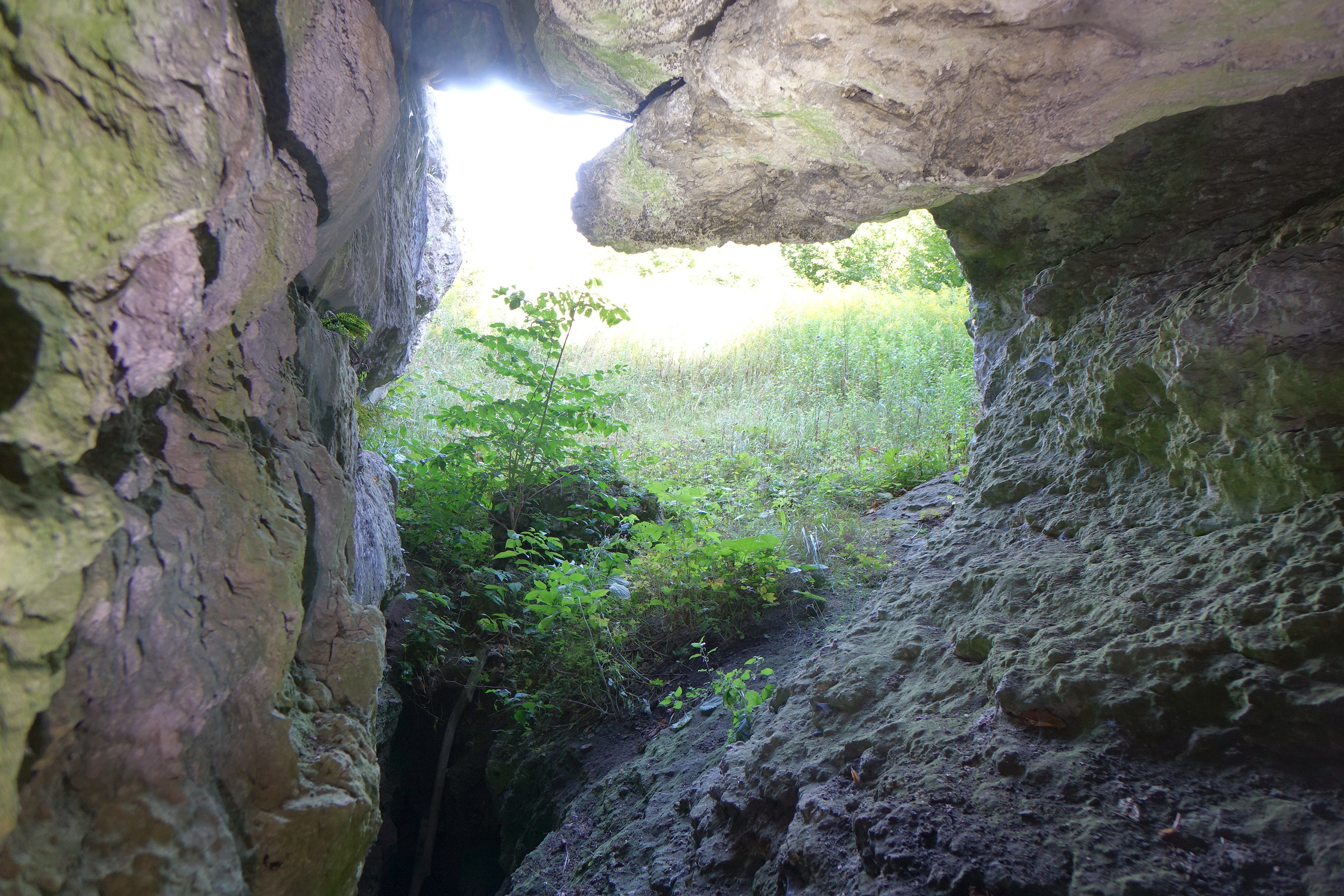
Widok z salki

## Historia poznania
Szczelinę i studzienkę schroniska odkopali szpatowcy (poszukiwacze kalcytu), prawdopodobnie jeszcze przed II wojną światową. Schronisko po raz pierwszy opisał w 1997 r. M. Bąk nadając mu nazwę „Schronisko Sopli Lodu”. On też sporządził pierwszy plan jaskini. Obecny plan opracował M. Czepiel.
W tej samej skale znajdują się jeszcze dwa inne schroniska: Schronisko Małe w Górze Pierwsze i Schronisko Małe w Górze Drugie.